# Catedral de Kàmianets-Podilski
La catedral dels Sants Pere i Pau és una església de l'Església catòlica a Ucraïna, situada a la ciutat de Kàmianets-Podilski. Els serveis se celebren segons els ritus romans i llatins. L'església també és la seu de la diòcesi de Kàmianets-Podilski.

## Història
Els fonaments de l'edifici actual es remunten a la construcció de la primera catedral de pedra al segle xvi durant el bisbat de Jakub Buczacki presumiblement sobre el terreny d'un lloc de culte anterior construït en fusta i que es remunta al segle xiv quan, a petició de Lluís I d'Hongria, el papa Gregori XI autoritzà el naixement de la diocesi l'any 1375. La capella armènia de la Mare de Déu i la capella del Santíssim Sagrament es remunten al període comprès entre 1547 i 1563. Construïda inicialment en estil renaixentista, l'església va ser reformada en estil barroc durant els anys entre 1646 i 1648.
Quan els turcs van conquerir la ciutat el 1672 no van destruir la catedral, sinó que van la van convertir en una mesquita i van construir un minaret davant la façana. Quan els polonesos van reconquerir la ciutat el 1699 no van destruir-lo, sinó que van posar una estàtua de la Mare de Déu al capdamunt.
A mitjans del segle xviii, va experimentar una nova remodelació d'estil barroc tardà.
Amb l'arribada de la Unió Soviètica, l'església va ser despullada per primera vegada dels seus tresors el 1922 i després es va transformar en museu el 1936. Tornat a la seva funció d'edifici religiós durant l'ocupació alemanya entre 1941 i 1945, es va convertir després en un museu de l'ateisme durant tot el període soviètic posterior. El 13 de juny de 1990 es va consagrar finalment i el 29 de juny següent s'hi va celebrar la primera missa.